# (5958) Barrande
(5958) Barrande ist ein Asteroid des Hauptgürtels, der am 29. Januar 1989 vom tschechischen Astronomen Antonín Mrkos am Kleť-Observatorium (IAU-Code 046) in der Nähe der Stadt Český Krumlov in Südböhmen entdeckt wurde.
Der Himmelskörper wurde nach dem französischen Geologen, Paläontologen und Ingenieur Joachim Barrande (1799–1883) benannt, der zwischen 1840 und 1850 umfangreiche Untersuchungen der Ablagerungen aus der Silur-Zeit in Böhmen unternahm.